# روزا فلانغن
روزا فلانغن (بالإنجليزية: Rosa Flanagan)‏ هي منافسة ألعاب القوى نيوزيلندية، ولدت في 28 فبراير 1996.

## وصلات خارجية
- روزا فلانغن على موقع الاتحاد الدولي لألعاب القوى (الإنجليزية)